# Zhou Haibin
Zhou Haibin (周海濱T, 周海滨S, Zhōu HǎibīnP; Dalian, 19 luglio 1985) è un ex calciatore cinese, centrocampista.

## Carriera

### Club
Ha giocato nella prima divisione cinese.

### Nazionale
Ha partecipato ai Mondiali Under-20 del 2005, ai Giochi Olimpici del 2008 ed a tre edizioni (2004, 2007 e 2011) della Coppa d'Asia. Tra il 2003 ed il 2011 ha totalizzato complessivamente 43 presenze e 3 reti nella nazionale cinese.

## Palmarès

### Club

#### Competizioni nazionali
- Campionato cinese: 3

Shandong Luneng: 2006, 2008, 2010